# Білий Луґ (Пясечинський повіт)
Білий Луґ (пол. Biały Ług) — село в Польщі, у гміні Пражмув Пясечинського повіту Мазовецького воєводства.
Населення — 189 осіб (2011).
У 1975-1998 роках село належало до Варшавського воєводства.

## Демографія
Демографічна структура станом на 31 березня 2011 року:
|          | Загалом | Допрацездатний вік | Працездатний вік | Постпрацездатний вік |
| -------- | ------- | ------------------ | ---------------- | -------------------- |
| Чоловіки | 96      | 26                 | 60               | 10                   |
| Жінки    | 93      | 20                 | 55               | 18                   |
| Разом    | 189     | 46                 | 115              | 28                   |